# Campionati del mondo di ciclismo su strada 1977
I Campionati del mondo di ciclismo su strada 1977 si disputarono a San Cristóbal, in Venezuela, il 4 settembre 1977.
Furono assegnati quattro titoli:
- Prova in linea Donne, gara di 49 km
- Prova in linea Uomini Dilettanti, gara di 170 km
- Cronometro a squadre Uomini Dilettanti, gara di 100 km
- Prova in linea Uomini Professionisti, gara di 255 km

## Storia
Il 1977 vide svolgersi la seconda edizione dei mondiali organizzata al di fuori dell'Europa e, dopo Montréal nel 1974, fu il Venezuela ad ospitare le corse iridate.
La corsa professionisti vide da una parte le vecchie glorie come Felice Gimondi, Raymond Poulidor ed Eddy Merckx, dall'altra ciclisti nel pieno della carriera come i protagonisti dell'edizione precedente Francesco Moser e Freddy Maertens, Dietrich Thurau, Hennie Kuiper, e futuri campioni quali Giuseppe Saronni e Bernard Hinault. Le condizioni atmosferiche limitarono la prima parte della corsa, ma nel finale i principali pretendenti al titolo si misero in luce. L'azione decisiva fu portata da Moser e Thurau, che riuscirono a staccare il gruppo e arrivare soli al traguardo, dove Moser si aggiudicò in volata il titolo mondiale. Eddy Merckx, tre volte campione del mondo, tagliò per ultimo il traguardo. Su ottantanove partenti, trentatré conclusero la prova.
L'Italia si aggiudicò anche il titolo dilettanti, vinto da Claudio Corti, e l'argento nella cronometro a squadre vinta dall'Unione Sovietica. La francese Josianne Bost vinse il titolo femminile.

## Medagliere
| Pos.   | Nazione          | Oro | Argento | Bronzo | Totale |
| ------ | ---------------- | --- | ------- | ------ | ------ |
| 1      | Italia           | 2   | 1       | 2      | 5      |
| 2      | Unione Sovietica | 1   | 1       | 0      | 2      |
| 3      | Francia          | 1   | 0       | 0      | 1      |
| 4      | Germania Ovest   | 0   | 1       | 0      | 1      |
| 4      | Stati Uniti      | 0   | 1       | 0      | 1      |
| 6      | Paesi Bassi      | 0   | 0       | 1      | 1      |
| 6      | Polonia          | 0   | 0       | 1      | 1      |
| Totale | Totale           | 4   | 4       | 4      | 12     |

## Sommario degli eventi
| Eventi                        | Oro                                                    | Tempo                      | Argento                                        | Tempo | Bronzo                                | Tempo   |
| Uomini Professionisti         |                                                        |                            |                                                |       |                                       |         |
| Gara in linea dettagli        | Francesco Moser Italia                                 | 6h36'24" Media 38,597 km/h | Dietrich Thurau Germania Ovest                 | s.t.  | Franco Bitossi Italia                 | a 1'19" |
| Uomini Dilettanti             |                                                        |                            |                                                |       |                                       |         |
| Gara in linea dettagli        | Claudio Corti                                          | 4h21'15"                   | Sergej Morozov                                 | s.t.  | Salvatore Maccali                     | a 6"    |
| Cronometro a squadre dettagli | Unione Sovietica Čaplygin, Pikkuus, Kaminskij, Čukanov | 2h10'39"                   | Italia Bernardi, De Pellegrin, Da Ros, Porrini | ?     | Polonia Mytnik, Nowicki, Szozda, Lang | ?       |
| Donne                         |                                                        |                            |                                                |       |                                       |         |
| Gara in linea dettagli        | Josianne Bost Francia                                  | 1h22'41"                   | Connie Carpenter Stati Uniti                   | ?     | Minnie Brinkhof Paesi Bassi           | ?       |